# Gare de Maule
Gare de Maule vasútállomás Franciaországban, Maule településen.

## Vasútvonalak
Az állomást az alábbi vasútvonalak érintik:
- Plaisir-Grignon-Épône - Mézières-vasútvonal

## Kapcsolódó állomások
A vasútállomáshoz az alábbi állomások vannak a legközelebb:
- Gare de Nézel - Aulnay (Gare de Mantes-la-Jolie, Transilien N)
- Gare de Mareil-sur-Mauldre (Paris Gare Montparnasse, Transilien N)